# Souad Sbai
Souad Sbai (Settat, 5 febbraio 1961) è una saggista e politica italiana di origine marocchina.

## Biografia
Nata in Marocco ma cittadina italiana dal 1981, si è laureata in Lettere e Filosofia presso l'Università degli Studi di Roma "La Sapienza". Successivamente, nell'anno accademico 2004-2005, ha conseguito il dottorato di ricerca in alta formazione europea e del Mediterraneo con la tesi Diritti delle donne e associazionismo femminile nei Paesi del Maghreb presso l'Università degli Studi di Napoli "L'Orientale".
Negli anni ha tenuto corsi master e seminari sui temi dei diritti delle donne, dell'infibulazione, dell'immigrazione e dell'integrazione.
Dal 2017 al 2018 è stata docente per corsi di formazione sul fenomeno della radicalizzazione e de-radicalizzazione presso il Dipartimento Penitenziaria Ministero della Giustizia.
Dal 2017 è vicepresidente dell'Istituto Armando Curcio (IAC).
Nel novembre 2021 con decreto del Ministro della Cultura, Dario Franceschini, è stata nominata membro dell’Osservatorio per la parità di genere del MiC; svolge consulenza e supporto nell’elaborazione, attuazione di politiche per la parità di genere, nonché attività di ricerca e monitoraggio negli ambiti di competenza del Ministero.

### Attività saggistica e culturale
Dal 1990 al 1995 è stata inviata speciale della rivista marocchina Urbain rurale e dal 1994 al 1998 è stata responsabile delle relazioni pubbliche del mensile Oltre, per poi diventare opinionista dei quotidiani Avvenire e L'Occidentale e negli anni 2004 e 2005 collaboratrice del programma televisivo sull'immigrazione Un Mondo a Colori di Rai Educational-Raitre. Souad Sbai è giornalista professionista, caporedattore di Al Maghrebiya Italia, portale in varie lingue. Ha anche scritto per Libero, Il Sussidiario e La Nuova Bussola Quotidiana, Il Tempo, il Giornale, La Verità. Dal 2008 è componente della giuria Armando Curcio Editore per l'assegnazione dei premi alle scuole pubbliche di ogni ordine e grado su progetti scolastici indetti dalla stessa casa editrice.

### Attività associazionistica
Souad Sbai si occupa principalmente della condizione delle donne musulmane nel contesto dell'immigrazione in Italia denunciando casi di soprusi ai loro danni. Come presidente dell'Associazione Donne Marocchine in Italia, di cui è presidente dal 1997, dal 2005 al 2006 è stata chiamata a far parte della Consulta per l'islam italiano, istituita presso il Ministero dell'Interno, per il contrasto al fanatismo e all'estremismo jihadista. .
È promotrice e Presidente del Centro Alti Studi Averroè per la diffusione delle culture del Mediterraneo.
Nel 1986, dopo un corso di volontariato, ha ottenuto l'Attestato dalla Croce Rossa Italiana come Volontario del Soccorso.
Nel 2006 ha partecipato al Programma Internazionale del Dipartimento di Stato degli Stati Uniti "Inter-Religious Dialogue and Tolerance". Sempre in quest'anno è stata membro della Commissione Salute e Immigrazione Nazionale AIDS, istituita presso il Ministero della Salute, nonché docente per il master in Medicina Sociale organizzato dall'Università S. Andrea di Roma (argomento trattato, l'infibulazione).
Dal 2014 è componente dell'Osservatorio contro la violenza sulle donne presso la Regione Lazio. Nel 2016 è stata relatrice al convegno presso la Camera dei deputati per l'Associazione Internazionale dei Parlamentari per la Pace.
Fa parte della Fondazione Italia USA.

### Attività politica
Alle elezioni politiche del 2008 è stata candidata nel Popolo della Libertà ed eletta (XVI legislatura della Repubblica Italiana) nella circoscrizione Puglia, fino al 2013.
Il 30 luglio 2010 ha aderito al neonato gruppo Futuro e Libertà per l'Italia di Gianfranco Fini, ma il 25 settembre successivo farà ritorno nel PdL.
Oltre ad essere in prima linea contro la violenza sulle donne, all'interno del movimento politico Pdl si è spesa per promuovere temi legati alla cittadinanza, all'immigrazione e ai diritti civili.
Nel luglio 2014 ha aderito alla Lega Nord.
Dal luglio 2021 è responsabile del Dipartimento integrazione e rapporti con le comunità straniere presenti in Italia del partito di Matteo Salvini.
Alle elezioni politiche del 2022 è stata candidata al Senato nel Collegio plurinominale Lazio - 01. Non sarà eletta.

## Opere
- L'inganno. Vittime del multiculturalismo, Edizioni Cantagalli, Siena, 2010, ISBN 88-8272-466-2, ISBN 978-88-8272-466-5, pagg. 248
- Il sogno infranto. La nuova Primavera araba, Armando Curcio Editore, 2012, pagg.223
- Le ombre di Algeri, Armando Curcio Editore, 2012, pagg. 190
- Da Tunisi a Istanbul. Viaggio nella Primavera mai raccontata, Armando Curcio Editore, 2013, pagg. 255
- Ostaggi dell'Integralismo, Armando Curcio Editore, 2014.
- ISIS. Dietro il palcoscenico dell'orrore, Armando Curcio Editore, 2015, pagg.173
- Rachida, un'apostata in Italia, Alter Ego Editore, 2017, pagg. 100
- I Fratelli Musulmani e la conquista dell'Occidente, Armando Curcio Editore, 2018, pagg. 162
- L'Iran dei MULLAH, Armando Curcio Editore, 2024, pagg. 250

## Premi
- Rabbiamore, 31 ottobre 2006
- Premio 'Pax Dantis' per il Pensiero di Pace Universale, Centro Lunigianese di Studi Danteschi, 2008.
- Premio Qualità della Vita, Festa della Famiglia, 6 aprile 2008
- Medaglia d'oro per i diritti umani, 27 novembre 2009
- Premio Curcio alla Cultura, 17 aprile 2011
- Premio Curcio per le Attività Produttive, 23 maggio 2011
- Premio Controcorrente – Luca Hasdà, 11 ottobre 2011
- Premio Isimbardi, 21 giugno 2012
- Premio Consiglio Regionale del Lazio, 20 dicembre 2012
- Premio Eccellenza femminile, Roma Capitale 2012
- Premio Eccellenze marocchine nel mondo, 2012
- Premio Eccellenza femminile, Roma Capitale 2013
- Premio dell'amicizia Marocco-Italia, 2013
- Premio Bonifacio VIII, 18 ottobre 2013
- Premio criminologia.it, 2013
- Premio Oriana Fallaci, 2014
- Premio per le donne... dalle donne, 2015
- Premio letterario Nabokov, 10 gennaio 2016
- Premio Civitas, 18 aprile 2016
- Premio Difesa Diritti per la Donna, Fidapa BPW Italy, 17 maggio 2016
- Premio Curcio per le Attività Creative, 31 maggio 2016
- Premio Aiuto Sociale e Umanitario, Aster Academy International, 11 giugno 2016
- Premio Letterario Nabokov, 13 gennaio 2018
- Gran Premio Internazionale Venezia "Riconoscimento Speciale alla Carriera" Camera dei Deputati, 14 settembre 2018
- Premio Letterario Mondiale "Golden Aster Book" 2018 "Un libro per il sociale" "Rachida un'Apostata in Italia", 10 novembre 2018
- Premio Armando Curcio per il miglior progetto di valenza internazionale, giugno 2019
- Premio Piatto d'Oro della Politica, consegnato dai Deputati del Partito di Indipendenza per il Marocco, luglio 2019
- Premio Speciale alla Carriera "Special Award" per i Diritti Umani, Leone d'Oro di Venezia Lido di Venezia, 2 settembre 2019
- Premio Vittoria riconoscimento alle Eccellenze Nazionali e Internazionali, "Premio Sociale" Senato della Repubblica Roma, 24 ottobre 2019
- Premio Letterario Mondiale "Golden Aster Book" 2020 Premio Speciale Associazioni, Civitavecchia, 25 gennaio 2020